# Дряновски манастир
Дряновският манастир „Свети Архангел Михаил“ е действащ български, мъжки манастир.

## Местоположение
Намира се в Северна България на 5 километра югозападно от град Дряново и на 15 километра от град Габрово. До него води асфалтов път. Обслужва се от железопътна спирка Бачо Киро, която до 20 октомври 1949 г. се казва Св. Архангел, на железопътната линия Русе-Момчилград. ЖП спирката се намира на около един километър от манастира, като е изградена горска пътека. 
Дряновският манастир приема поклонници за нощувки в няколко от крилата на обителта..

## История
Манастирската клисура има древна история. Първите хора я заселват през ранните праисторически епохи. Те обитават пещерите на масива Боруна и кухините в скалния венец Поличките. Най-старо е поселението на първобитния човек в пещера Бачо Киро, което датира от средния и късния период на старокаменната епоха (100 000 – 10 000 г. пр. Хр.). Археолозите проучват 5-метров културен пласт и разкриват над 6000 находки. Пещерата е благоустроена и пригодена за посещения от туристи.
Поселищните и културни традиции продължават да се развиват в медно каменната и бронзовата епохи, когато хората устройват жилищата си в каменните отверстия и кухините на Поличките. От началото на старожелязната епоха до Античността местните жители са траки, които остават в покрайнините на известните тракийски държавни обединения и имат значително по-бедна култура от сънародниците си.
В ранновизантийската епоха стратегическото значение на Предбалкана нараства, ускорява се стопанският и културният възход. При каньоните на реките ромеите изграждат крепости в местностите Боруна и Града, защото оценяват добрата възможност да се контролират проходите и пътищата в Средна Стара планина. Византийците изоставят крепостите през V век, когато Предбалканът влиза в територията на славянските племена. Същите започват да се използват през X век и влизат във владенията на най-популярните феодални господари в Северна България – бъдещите владетели Асеневци.
Крепостите „Боруна“ и „Градът“ са възлови звена и последна преграда за отбрана на българската столица Търновград.
Средновековната обител „Св. Арахангел Михаил“ е основана по времето на цар Калоян, след пренасяне на мощите на свети Михаил Воин от Потука (неизвестно селище в Тракия) в Търновград около 1206 г. Процесията нощува край р. Дряновска под Града и по християнските канони на свещеното място се издига манастир. През вековете Дряновският манастир е средище на българската просвета и култура.
На днешното място е възстановен през 1845 г. Както другите манастири, той е бил пазител на българския дух през време на петвековното османско владичество. В него са намирали убежище Васил Иванов Кунчев – Левски, отец Матей Преображенски – Миткалото и други революционери. В манастира бил създаден революционен комитет.
Манастирът играе основна роля в подготовката на Априлското въстание в Първи търновски окръг, тук са струпани запаси от храни и оръжие. На 29 април 1876 г.
в Дряновския манастир влиза четата на поп Харитон – първият бунтовнически отряд в Търновски окръг и България. Обградени от турците водят 9-дневна битка и повечето загиват за свободата на България. Разрушеният и опожарен манастир е възстановен частично и на 3 април 1877 г. главният му храм е тържествено осветен. Игуменът Пахомий Стоянов отслужва първата панихида за загиналите четници. Храмът е без стенописи, с пробит от турски куршум потир и дупки от турските шрапнели в зидовете, съзнателно оставени от строителите, за да не се забрави миналото и българското страдание. Благодарните потомци вдигат паметник костница през 1897 г. на загиналите въстаници. Костницата е изработена по проект на италианеца Джовани Мосути. Проектът е бил готов още през 1890 г. като статуята е изработена в Рим от Лука Ардити.
През 1946 г. габровският индустриалец, общественик, дарител и немски вицеконсул Кольо Карагьозов внася в касата на манастира дарение от 50000 лева за изработване на нов иконостас в църквата.
Съвременният манастир е сред 10-те най-почитани светини на Българската православна църква, национален исторически паметник и предпочитан туристически обект.

## Игумени на манастира
- архимандрит Рафаил (-), игумен на Дряновски манастир (1840 – 1850)
- архимандрит Пахомий Стоянов (1836 – 1892) – игумен на Дряновския манастир (1859 до 1892)

## Други
На Дряновския манастир е наречена улица в квартал „Васил Левски“ в София (Карта).